# 궈징징
궈징징(郭晶晶, 1981년 10월 15일~)은 중화인민공화국의 다이빙 선수이다. 뛰어난 실력과 출중한 외모로 자국내에서 인기가 굉장히 높다. 홍콩스포츠대표단 단장이자 홍콩의 재벌 3세인 훠치강(霍啟剛)과 혼인하 1남 2녀의 자식을 두었다.

## 경력
허베이성 바오딩 시에서 태어난 궈징징은 6세 때에 기숙사 훈련 기지에서 다이빙을 시작하였다. 1988년 경쟁적 다이빙 훈련을 시작하여 1992년 중화인민공화국 다이빙 국가대표팀으로 선발되었다.
1996년 하계 올림픽에서 첫 올림픽 데뷔를 하였으며, 2004년 하계 올림픽에서 우민샤와 함께 싱크로 스프링보드 종목을 함께 우승하고 3m 스프링보드 다이빙에서 첫 올림픽 개인 금메달을 획득하였다.
2004년 하계 올림픽이 끝나고 맥도날드와 물론, 다수의 기업들과 광고 계약을 맺어 대중의 주목을 받은 중국의 국가대표 스포츠 인물이 되었다. 지나친 광고 활동으로 인해 국가대표팀에서 쫓겨났으나, 후에 많은 경제적 활동을 포기하고 다이빙에 주력하기로 동의하면서 다시 팀에 복귀하였다. 또한 400만 달러에 가까운 돈을 중국 정부에 건네주었다. 그녀는 중화인민공화국 국가대표 여성 다이빙 팀의 지도력있는 멤버이며, "다이빙의 공주"로 알려지기도 하였다.
자국에서 열린 2008년 하계 올림픽에서 2개의 금메달을 획득하면서 2004년에 이어 두 대회 연속 두 종목에서 금메달을 획득하였고, 총 4개의 올림픽 다이빙 금메달로 푸밍샤, 팻 맥코믹, 그레그 루가니스와 동등한 기록을 세웠다.
2011년 1월 선수 은퇴를 선언하였다.

## 같이 보기
- 우민샤